# Walter Afanasieff

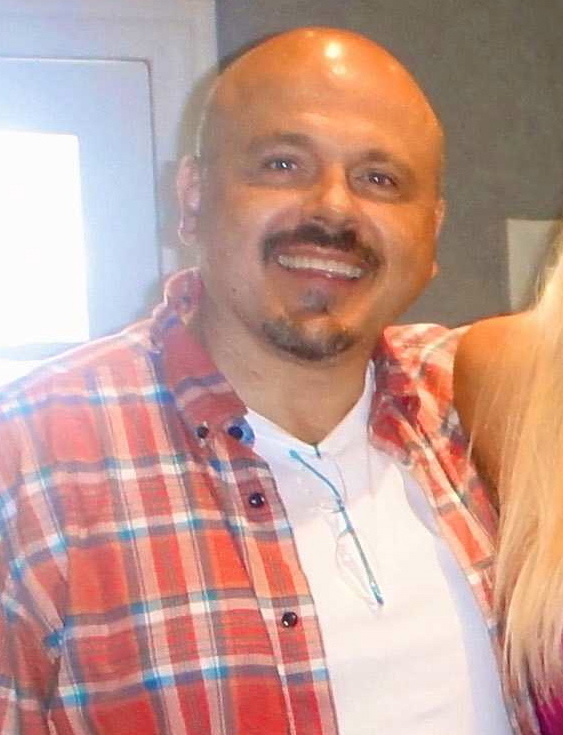
Walter Afanasieff (2011)

Walter Afanasieff (* 10. Februar 1958 in São Paulo, Brasilien) ist ein US-amerikanischer Musikproduzent und Songwriter der ASCAP. Er produzierte einige der meistverkauften Balladen aller Zeiten (z. B. den Titelsong zum Film Titanic, My Heart Will Go On) und wurde dafür mehrfach mit Grammy Awards ausgezeichnet. Seine Single-Produktionen All I Want for Christmas Is You (Mariah Carey) und My Heart Will Go On (Céline Dion) zählen zu den meistverkauften Singles in Deutschland und er gehört mit zwei Millionensellern zu den erfolgreichsten Produzenten.

## Leben
Walter Afanasieff kam in São Paulo (Brasilien) zur Welt. Seine Familie war aus Russland in den späten 1940er Jahren nach Brasilien gekommen. Wie er in die USA kam, ist nicht dokumentiert.
Afanasieff arbeitete in den 1980er Jahren als Staff Producer, Arrangeur und Studiomusiker für Musikproduzent Narada Michael Walden. Seine dortige Arbeit ist u. a. auf den Songs I Wanna Dance with Somebody oder So Emotional vom Album Whitney (Whitney Houston) zu hören (Keyboards). Seinen ersten Erfolg hatte er mit dem Titelsong zum James-Bond-Film Licence to Kill, den er mit seinem musikalischen Mentor Narada Michael Walden produzierte. Der Titel wurde von Gladys Knight gesungen.
1990 begann mit dem Titel Love Takes Time seine Zusammenarbeit mit Mariah Carey als eigenständiger Produzent und Songwriter. In deren Verlauf entstanden u. a. Hits wie Hero, Without You, Musicbox oder Anytime You Need a Friend, All I Want for Christmas Is You. Aufgrund persönlicher Differenzen trennten sich die beiden jedoch 1997. Dennoch wurde der schon fertig produzierte Song Lead the Way aus der Butterfly-Session später auf dem Album Glitter verwendet.
Afanasieffs größter Erfolg als Produzent war der Titelsong zum Film Titanic, My Heart Will Go On. Er produzierte und arrangierte weitere erfolgreiche Soundtrack-Themensongs für amerikanische Kinofilme, darunter Beauty and the Beast (Die Schöne und das Biest / Celine Dion & Peabo Bryson), A Whole New World (Alladin / Peabo Bryson & Regina Belle), Someday (Der Glöckner von Notre Dame / All-4-One), Go the Distance (Hercules / Michael Bolton).
Weiter hat er u. a. für folgende Künstler geschrieben oder produziert: Lionel Richie, Céline Dion, Savage Garden, Destiny’s Child, Michael Bolton, Kenny Loggins, Barbra Streisand, Christina Aguilera, Ricky Martin, Michael Jackson und Josh Groban.
Afanasieff ist Pianist und Keyboarder und zeichnet auf seinen Produktionen neben diesen Instrumenten auch für das Drumprogramming verantwortlich, welches einen wichtigen Teil seines Signaturesounds ausmacht. Afanasieff arbeitet u. a. mit Musikern Michael Landau (Gitarre), Dann Huff (Gitarre), Nathan East (Bass), Mick Guzauski (Tontechniker) und Greg Philiganes (Piano) sowie mit Produzenten wie David Foster oder Kenneth Edmonds.
Produziert wird hauptsächlich in Affanasieffs eigenem Studiokomplex Wallyworld Studios in San Raphael/Kalifornien.
Walter Afanasieff wohnt derzeit in Hollywood Hills, Los Angeles, zusammen mit seiner Frau Katie Cazorla und den drei gemeinsamen Kindern.

## Werke
Dies ist eine alphabetische Liste der Songs, die Walter Afanasieff schrieb oder mitschrieb.
| † | veröffentlicht als Single |

| Titel                                   | Künstler                                    | Co-Autor(en)                                                                   | Ursprüngliches Album                            | Jahr        | Ref. |
| --------------------------------------- | ------------------------------------------- | ------------------------------------------------------------------------------ | ----------------------------------------------- | ----------- | ---- |
| Affirmation †                           | Savage Garden                               | Darren Hayes, Daniel Jones                                                     | Affirmation                                     | 1999        |      |
| After Hours                             | Kenny G                                     | Kenny G                                                                        | Heart and Soul                                  | 2010        |      |
| All I Want for Christmas Is You †       | Mariah Carey                                | Mariah Carey                                                                   | Merry Christmas                                 | 1994        |      |
| Always in Love                          | Trey Lorenz                                 | Trey Lorenz, Mariah Carey                                                      | Trey Lorenz                                     | 1992        |      |
| Am I The Only One                       | Marc Anthony                                | Marc Anthony                                                                   | Marc Anthony                                    | 1999        |      |
| And You Don't Remember                  | Mariah Carey                                | Mariah Carey                                                                   | Emotions                                        | 1991        |      |
| The Animal Song †                       | Savage Garden                               | Darren Hayes, Daniel Jones                                                     | Affirmation                                     | 1999        |      |
| Anytime You Need a Friend †             | Mariah Carey                                | Mariah Carey                                                                   | Music Box                                       | 1993        |      |
| April Rain                              | Kenny G                                     | Kenny G                                                                        | Brazilian Nights                                | 2015        |      |
| Believe                                 | Jonathan Miller                             |                                                                                | So Much Stronger                                | 2012        |      |
| Be My Lady (你是我的女人)               | Andy Lau und Kenny G                        | Andy Lau, Preston Lee, Kenny G, T.K. Chan                                      | Be My Lady (你是我的女人) / Stupid Kid (笨小孩) | 1998        |      |
| The Best Thing †                        | Savage Garden                               | Darren Hayes, Daniel Jones                                                     | Affirmation                                     | 1999        |      |
| Bossa Réal                              | Kenny G                                     | Kenny G                                                                        | Brazilian Nights                                | 2015        |      |
| Brasilia                                | Kenny G                                     | Kenny G                                                                        | Rhythm & Romance                                | 2008        |      |
| Brazil                                  | Kenny G                                     | Kenny G                                                                        | Paradise                                        | 2002        |      |
| Brazilian Nights                        | Kenny G                                     | Kenny G                                                                        | Brazilian Nights                                | 2015        |      |
| Broken Vow                              | Lara Fabian                                 | Lara Fabian                                                                    | Lara Fabian                                     | 1999        |      |
| Brown Eyes                              | Destiny’s Child                             | Beyoncé Knowles                                                                | Survivor                                        | 2000        |      |
| Bu Bossa                                | Kenny G                                     | Kenny G                                                                        | Brazilian Nights                                | 2015        |      |
| Butterfly †                             | Mariah Carey                                | Mariah Carey                                                                   | Butterfly                                       | 1997        |      |
| Chained to You †                        | Savage Garden                               | Darren Hayes, Daniel Jones                                                     | Affirmation                                     | 1999        |      |
| Can't Let Go †                          | Mariah Carey                                | Mariah Carey                                                                   | Emotions                                        | 1991        |      |
| Can You Stop the Rain †                 | Peabo Bryson                                | John Bettis                                                                    | Can You Stop the Rain                           | 1991        |      |
| The Center of My Heart                  | Michael Bolton                              | Michael Bolton, Billy Mann                                                     | Only A Woman Like You                           | 2002        |      |
| The Champion's Theme                    | Kenny G                                     | Kenny G                                                                        | The Moment                                      | 1996        |      |
| The Chanukah Song                       | Kenny G                                     | Kenny G                                                                        | Miracles: The Holiday Album                     | 1994        |      |
| Close My Eyes                           | Mariah Carey                                | Mariah Carey                                                                   | Butterfly                                       | 1997        |      |
| Copa De Amor                            | Kenny G                                     | Kenny G                                                                        | Rhythm & Romance                                | 2008        |      |
| Cracks of My Broken Heart               | Eric Benét                                  | Eric Benét, Tim Blixseth, Jonathan Clark                                       | Hurricane                                       | 2005        |      |
| Crash and Burn †                        | Savage Garden                               | Darren Hayes, Daniel Jones                                                     | Affirmation                                     | 1999        |      |
| Dancing in the Rain                     | Robi Rosa                                   | Billy Mann, Robi Rosa                                                          | Mad Love                                        | 2004        |      |
| Dazzling Girl                           | Shinee                                      | Drew Ryan Scott, Rob. A!, Justin Trugman, Jaakko Manninen, Rx                  | Boys Meet U                                     | 2013        |      |
| December Prayer                         | Yvonne Catterfeld                           | Charlie Midnight, Idina Menzel                                                 | Blau im Blau                                    | 2010        |      |
| Déjà Vu                                 | Kenny G                                     | Kenny G                                                                        | Heart and Soul                                  | 2010        |      |
| Dirty                                   | Darren Hayes                                | Darren Hayes                                                                   | Spin                                            | 2002        |      |
| Do You Think of Me                      | Mariah Carey                                | Mariah Carey, Mark C. Rooney, Mark Morales                                     | Dreamlover                                      | 1993        |      |
| Don’t Let Me Leave                      | Marc Anthony                                | Marc Anthony                                                                   | Marc Anthony                                    | 1999        |      |
| Don’t Make Me Wait for Love             | Kenny G                                     | Preston Glass, Narada Michael Walden                                           | Duotones                                        | 1986        |      |
| Encore                                  | Kenny G                                     | Kenny G                                                                        | Heart and Soul                                  | 2010        |      |
| Eres La Luz                             | Santana                                     | Carlos Santana, Karl Perazzo, Andy Vargas                                      | Shape Shifter                                   | 2012        |      |
| Es Hora De Decir                        | Kenny G (featuring Camila)                  | Claudia Brant                                                                  | Rhythm & Romance                                | 2008        |      |
| Eternal Light (A Chanukah Song)         | Kenny G                                     | Kenny G                                                                        | Faith: A Holiday Album                          | 1999        |      |
| Everything Fades Away                   | Mariah Carey                                | Mariah Carey                                                                   | Music Box                                       | 1993        |      |
| Fall Again                              | Kenny G                                     | Robin Thicke                                                                   | Heart and Soul                                  | 2010        |      |
| Falling in the Moonlight                | Kenny G                                     | Kenny G                                                                        | Paradise                                        | 2002        |      |
| Fiesta Loca                             | Kenny G                                     | Kenny G                                                                        | Rhythm & Romance                                | 2008        |      |
| Fly Away (Butterfly Reprise)            | Mariah Carey                                | Mariah Carey                                                                   | Butterfly                                       | 1997        |      |
| Forever †                               | Mariah Carey                                | Mariah Carey                                                                   | Daydream                                        | 1995        |      |
| Forgive and Forget                      | Sam Bailey                                  | Steve Dorff, Lindsay Vinarsky, Kim Viera                                       | Sing My Heart Out                               | 2016        |      |
| Forgiveness                             | Clarence Clemons                            | Clarence Clemons, Narada Michael Walden                                        | A Night with Mr. C                              | 1989        |      |
| Fourth of July                          | Mariah Carey                                | Mariah Carey                                                                   | Butterfly                                       | 1997        |      |
| G-Bop                                   | Kenny G                                     | Dan Shea, Kenny G                                                              | Breathless                                      | 1992        |      |
| G-Walkin‘                               | Kenny G                                     | Kenny G                                                                        | Heart and Soul                                  | 2010        |      |
| Getaway                                 | Richard Marx                                | Richard Marx                                                                   | Beautiful Goodbye                               | 2014        |      |
| Gettin' on the Step                     | Kenny G                                     | Kenny G                                                                        | The Moment                                      | 1996        |      |
| Gira Con Me                             | Josh Groban                                 | Lucio Quarantotto, David Foster                                                | Josh Groban                                     | 2001        |      |
| Gone with the Wind                      | Vanessa Hudgens                             | Maimouna Youseff, Kara DioGuardi, Emanuel Kiriakou, Zukhan Bey, Brandon Howard | Identified                                      | 2008        |      |
| Good Enough                             | Darren Hayes                                | Darren Hayes                                                                   | Spin                                            | 2002        |      |
| Gunning Down Romance                    | Savage Garden                               | Darren Hayes, Daniel Jones                                                     | Affirmation                                     | 1999        |      |
| Harmony                                 | Kenny G                                     | Kenny G                                                                        | Paradise                                        | 2002        |      |
| Havana                                  | Kenny G                                     | Kenny G                                                                        | The Moment                                      | 1996        |      |
| Heart and Soul                          | Kenny G                                     | Kenny G                                                                        | Heart and Soul                                  | 2010        |      |
| Heart Attack                            | Darren Hayes                                | Darren Hayes                                                                   | Spin                                            | 2002        |      |
| The Heart Wants What It Wants           | Darren Hayes                                | Darren Hayes                                                                   | Spin                                            | 2002        |      |
| Here I Am                               | Leona Lewis                                 | Brett James, Leona Lewis                                                       | Spirit                                          | 2007        |      |
| Hero †                                  | Mariah Carey                                | Mariah Carey                                                                   | Music Box                                       | 1993        |      |
| Héroe                                   | Mariah Carey                                | Mariah Carey                                                                   | Music Box                                       | 1993        |      |
| Hold Me †                               | Savage Garden                               | Darren Hayes, Daniel Jones                                                     | Affirmation                                     | 1999        |      |
| "Home on Christmas Day"                 | Kristin Chenoweth                           | Jay Landers                                                                    | A Lovely Way to Spend Christmas                 | 2008        |      |
| I Always Cry At Christmas               | Richard Page (featuring Walter Afanasieff)  | Richard Page                                                                   | Non-album release                               | 2008        |      |
| I Am Free                               | Mariah Carey                                | Mariah Carey                                                                   | Daydream                                        | 1995        |      |
| I Can't Take This Anymore               | Paul Anka                                   | Paul Anka, Kathy Stone                                                         | A Body of Work                                  | 1998        |      |
| I Don't Know You Anymore                | Savage Garden                               | Darren Hayes, Daniel Jones                                                     | Affirmation                                     | 1999        |      |
| I Knew I Loved You †                    | Savage Garden                               | Darren Hayes, Daniel Jones                                                     | Affirmation                                     | 1999        |      |
| I See You                               | Mika                                        | Mika                                                                           | The Boy Who Knew Too Much                       | 2009        |      |
| If You Could See Me Now                 | Celine Dion                                 | John Bettis                                                                    | Celine Dion                                     | 1992        |      |
| If You Go Away †                        | New Kids on the Block                       | John Bettis, Trey Lorenz                                                       | H.I.T.S. / Face the Music                       | 1991 / 1994 |      |
| Innocence                               | Kenny G                                     | Kenny G                                                                        | The Moment                                      | 1996        |      |
| Insatiable †                            | Darren Hayes                                | Darren Hayes                                                                   | Spin                                            | 2002        |      |
| Io Ci Sarò                              | Andrea Bocelli (featuring Lang Lang)        | Andrea Bocelli, David Foster, Eugenio Finardi                                  | Vivere: Live in Tuscany                         | 2008        |      |
| Jesus Born on This Day                  | Mariah Carey                                | Mariah Carey                                                                   | Merry Christmas                                 | 1994        |      |
| Just One Dream                          | Heather Headley                             | John Bettis                                                                    | This Is Who I Am                                | 2002        |      |
| Just to Hold You Once Again             | Mariah Carey                                | Mariah Carey                                                                   | Music Box                                       | 1993        |      |
| L'Ora Dell'Addio †                      | Josh Groban                                 | Josh Groban, Marco Marinangeli                                                 | Illuminations                                   | 2010        |      |
| Lead the Way                            | Mariah Carey                                | Mariah Carey                                                                   | Glitter                                         | 2001        |      |
| Letters from Home                       | Kenny G                                     | Kenny G                                                                        | Heart and Soul                                  | 2010        |      |
| Licence to Kill                         | Michael Kamen (featuring Gladys Knight)     | John Barry, Jeffrey Cohen, Narada Michael Walden                               | Licence to Kill OST                             | 1989        |      |
| Looking In                              | Mariah Carey                                | Mariah Carey                                                                   | Daydream                                        | 1995        |      |
| Love Between Me And You                 | Puff Johnson                                | Puff Johnson                                                                   | Miracle                                         | 1996        |      |
| Love With My Eyes Closed                | Michael Bolton                              | Michael Bolton, Billy Mann                                                     | Only A Woman Like You                           | 2002        |      |
| The Lover After Me                      | Savage Garden                               | Darren Hayes, Daniel Jones                                                     | Affirmation                                     | 1999        |      |
| Mad Love                                | Robi Rosa                                   | Billy Mann, Robi Rosa                                                          | Mad Love                                        | 2004        |      |
| Malibu Dreams                           | Kenny G                                     | Kenny G                                                                        | Paradise                                        | 2002        |      |
| Macumba in Budapest                     | Santana                                     | Carlos Santana                                                                 | Shape Shifter                                   | 2012        |      |
| Midnight Magic                          | Kenny G                                     | Kenny G                                                                        | Paradise                                        | 2002        |      |
| Mirame Bailar                           | Kenny G (featuring Barbara Muñoz)           | Claudia Brant                                                                  | Rhythm & Romance                                | 2008        |      |
| Miss You Most (At Christmas Time)       | Mariah Carey                                | Mariah Carey                                                                   | Merry Christmas                                 | 1994        |      |
| Miracles                                | Kenny G                                     | Kenny G                                                                        | Miracles: The Holiday Album                     | 1994        |      |
| Missing You Now †                       | Michael Bolton (featuring Kenny G)          | Michael Bolton, Diane Warren                                                   | Time, Love & Tenderness                         | 1991        |      |
| Moonlight                               | Kenny G                                     | Kenny G                                                                        | The Moment                                      | 1996        |      |
| Morning                                 | Kenny G                                     | Kenny G                                                                        | Breathless                                      | 1992        |      |
| Music Box                               | Mariah Carey                                | Mariah Carey                                                                   | Music Box                                       | 1993        |      |
| My All †                                | Mariah Carey                                | Mariah Carey                                                                   | Butterfly                                       | 1997        |      |
| My Baby You †                           | Marc Anthony                                | Marc Anthony                                                                   | Marc Anthony                                    | 1999        |      |
| My Devotion                             | Kenny G                                     | Kenny G                                                                        | Heart and Soul                                  | 2010        |      |
| My Heart Still Beats                    | Destiny’s Child (featuring Beyoncé Knowles) | Beyoncé Knowles                                                                | Survivor                                        | 2001        |      |
| My Prayer                               | Eric Benét                                  | Eric Benét, John Lang                                                          | Hurricane                                       | 2005        |      |
| Natural Ride                            | Kenny G                                     | Kenny G                                                                        | Breathless                                      | 1992        |      |
| Never Get Enough of Your Love           | Michael Bolton                              | Michael Bolton, Diane Warren                                                   | The One Thing                                   | 1993        |      |
| "A Night To Remember"                   | Johnny Mathis (featuring Gladys Knight)     | Jay Landers                                                                    | A Night To Remember                             | 2008        |      |
| No Goodbyes                             | Paul Anka                                   | Paul Anka, Kathy Stone                                                         | A Body of Work                                  | 1998        |      |
| Noche Fría                              | Robi Rosa                                   | Luis Gómez Escolar, Robi Rosa                                                  | Mad Love                                        | 2004        |      |
| Northern Lights                         | Kenny G                                     | Kenny G                                                                        | The Moment                                      | 1996        |      |
| Ocean Breeze                            | Kenny G                                     | Kenny G                                                                        | Paradise                                        | 2002        |      |
| Once In A Lifetime                      | Michael Bolton                              | Michael Bolton, Diane Warren                                                   | Only You OST                                    | 1994        |      |
| One Breath                              | Kenny G                                     | Kenny G                                                                        | Heart and Soul                                  | 2010        |      |
| One More Time                           | Kenny G (featuring Chanté Moore)            | N/A                                                                            | Paradise                                        | 2002        |      |
| One Sweet Day †                         | Mariah Carey und Boyz II Men                | Michael McCary, Nathan Morris, Wanya Morris, Shawn Stockman                    | Daydream                                        | 1995        |      |
| Ordinary World                          | Katharine McPhee                            | Emanuel Kiriakou, Lindy Robbins                                                | Katharine McPhee                                | 2007        |      |
| Outside                                 | Mariah Carey                                | Mariah Carey                                                                   | Butterfly                                       | 1997        |      |
| Outside My Window                       | Puff Johnson                                | Renaldo Benson, Alfred W. Cleveland, Marvin Gaye, Puff Johnson                 | Miracle                                         | 1996        |      |
| Paradise                                | Kenny G                                     | Kenny G                                                                        | Paradise                                        | 2002        |      |
| Pastel                                  | Kenny G                                     | Kenny G, Preston Glass                                                         | Silhouette                                      | 1988        |      |
| Peace                                   | Kenny G                                     | Kenny G                                                                        | Paradise                                        | 2002        |      |
| Per Te                                  | Josh Groban                                 | Marco Marinangeli, Josh Groban                                                 | Closer                                          | 2003        |      |
| Permanent Monday                        | Jordin Sparks                               | Emanuel Kiriakou, Lindy Robbins                                                | Jordin Sparks                                   | 2007        |      |
| Peruvian Nights                         | Kenny G                                     | Kenny G                                                                        | Rhythm & Romance                                | 2008        |      |
| The Promise                             | Kenny G                                     | Kenny G                                                                        | Heart and Soul                                  | 2010        |      |
| Remember                                | Kenny G                                     | Kenny G                                                                        | The Moment                                      | 1996        |      |
| Rhythm in My Heart                      | Stacy Earl                                  | John Bettis                                                                    | Stacy Earl                                      | 1991        |      |
| Ritmo Y Romance (Rhythm & Romance)      | Kenny G                                     | Kenny G                                                                        | Rhythm & Romance                                | 2008        |      |
| Roses                                   | Darren Hayes                                | Darren Hayes                                                                   | Secret Codes and Battleships                    | 2011        |      |
| Salsa Kenny                             | Kenny G                                     | Kenny G                                                                        | Rhythm & Romance                                | 2008        |      |
| Save Me                                 | Michael Bolton                              | Michael Bolton                                                                 | Time, Love & Tenderness                         | 1991        |      |
| Sax-O-Loco                              | Kenny G                                     | Kenny G                                                                        | Rhythm & Romance                                | 2008        |      |
| Seaside Jam                             | Kenny G                                     | Kenny G                                                                        | Paradise                                        | 2002        |      |
| Sentimental                             | Kenny G                                     | Kenny G                                                                        | Breathless                                      | 1992        |      |
| She Bangs †                             | Ricky Martin                                | Desmond Child, Robi Draco Rosa                                                 | Paradise                                        | 2002        |      |
| Since You Walked into My Life           | New Kids on the Block                       | Jordan Knight, John Bettis                                                     | Face the Music                                  | 1994        |      |
| Sincera                                 | Josh Groban                                 | Josh Groban, Marco Marinangeli                                                 | All That Echoes                                 | 2013        |      |
| Sister Rose                             | Kenny G                                     | Kenny G                                                                        | Breathless                                      | 1992        |      |
| So Blessed                              | Mariah Carey                                | Mariah Carey                                                                   | Emotions                                        | 1991        |      |
| Someone to Hold †                       | Trey Lorenz                                 | Trey Lorenz, Mariah Carey                                                      | Trey Lorenz                                     | 1992        |      |
| Soul of My Soul                         | Michael Bolton                              | Michael Bolton, Diane Warren                                                   | The One Thing                                   | 1993        |      |
| Souvenirs                               | Phyllis Hyman                               | Narada Michael Walden                                                          | Forever with You                                | 1998        |      |
| Spanish Nights                          | Kenny G                                     | Kenny G                                                                        | Paradise                                        | 2002        |      |
| Spin                                    | Darren Hayes                                | Darren Hayes                                                                   | Spin                                            | 2002        |      |
| Still with You                          | Eric Benét                                  | Eric Benét, Tim Blixseth                                                       | Hurricane                                       | 2005        |      |
| Summer Love                             | Kenny G                                     | Kenny G                                                                        | Brazilian Nights                                | 2015        |      |
| Sunrise                                 | Kenny G                                     | Kenny G, Adrian Bradford                                                       | Heart and Soul                                  | 2010        |      |
| Tango                                   | Kenny G                                     | Kenny G                                                                        | Rhythm & Romance                                | 2008        |      |
| Tell Him                                | Barbra Streisand                            | David Foster, Linda Thompson                                                   | Higher Ground                                   | 1997        |      |
| Tell Him                                | Celine Dion und Barbra Streisand            | David Foster, Linda Thompson                                                   | Let’s Talk About Love                           | 1997        |      |
| That Somebody Was You                   | Kenny G und Toni Braxton                    | Kenny G, Babyface                                                              | The Moment                                      | 1996        |      |
| Till the End of Time                    | Mariah Carey                                | Mariah Carey                                                                   | Emotions                                        | 1991        |      |
| To Fall in Love Again                   | Jessica Simpson                             | Nick Lachey                                                                    | Irresistible                                    | 2001        |      |
| Too Many Times                          | George Benson                               | Preston Glass                                                                  | While the City Sleeps...                        | 1986        |      |
| Two Beds and a Coffee Machine           | Savage Garden                               | Darren Hayes, Daniel Jones                                                     | Affirmation                                     | 1999        |      |
| Un Amore Per Sempre                     | Josh Groban                                 | Marco Marinangeli                                                              | Josh Groban                                     | 2001        |      |
| Unbroken Dreams                         | Cody Karey                                  | Johan Fransson, Tim Larsson, Tobias Lundgren, Charlie Midnight                 | Cody Karey                                      | 2013        |      |
| Under Your Wings                        | Lin Yu-chun                                 | Jorgen Kjell, Michelle R. Lewis                                                | It’s My Time                                    | 2010        |      |
| Underneath the Stars                    | Mariah Carey                                | Mariah Carey                                                                   | Daydream                                        | 1995        |      |
| The Wedding Song                        | Kenny G                                     | Kenny G                                                                        | Breathless                                      | 1992        |      |
| When I Saw You                          | Mariah Carey                                | Mariah Carey                                                                   | Daydream                                        | 1995        |      |
| Whenever You Call                       | Mariah Carey                                | Mariah Carey                                                                   | Butterfly                                       | 1997        |      |
| Whenever You Call                       | Mariah Carey und Brian McKnight             | Mariah Carey                                                                   | #1’s                                            | 1998        |      |
| When You Told Me You Loved Me           | Jessica Simpson                             | Billy Mann                                                                     | Irresistible                                    | 2001        |      |
| Why Couldn't It Be Christmas Every Day? | Bianca Ryan                                 | Jay Landers                                                                    | Bianca Ryan                                     | 2006        |      |
| You Are My Heart                        | Lara Fabian                                 | Rick Allison, Lara Fabian, John Bettis                                         | Lara Fabian                                     | 1999        |      |
| You Can Still Be Free                   | Savage Garden                               | Darren Hayes, Daniel Jones                                                     | Affirmation                                     | 1999        |      |
| You Make Me Believe                     | Kenny G                                     | Kenny G, Preston Glass, Narada Michael Walden                                  | Duotones                                        | 1986        |      |
| You're Not From Here                    | Lara Fabian                                 | Rick Allison, Lara Fabian, John Bettis                                         | Lara Fabian                                     | 1999        |      |
| You're the Only Place                   | Nick Lachey                                 | Billy Mann                                                                     | SoulO                                           | 2003        |      |
| Zaustavi Vrijeme                        | Tereza Kesovija                             | David Foster, Lucio Quarantotto, Margit Antauer                                | A L’Olympia                                     | 2008        |      |

## Diskografie
Walter Afanasieff wirkte als Komponist, Produzent, Arrangeur, Performer und Programmierer bei einem oder mehreren Tracks folgender Musikalben oder Singles:
| Jahr | Album/Single                                                | Interpret                                 | Funktion                                                   |
| ---- | ----------------------------------------------------------- | ----------------------------------------- | ---------------------------------------------------------- |
| 1982 | Ivory Expedition                                            | Tom Coster                                | Keyboards, Streicharrangements                             |
| 1982 | Looking at Girls                                            | The Toons                                 | Synthesizer                                                |
| 1984 | Starchild                                                   | Teena Marie                               | Synthesizer                                                |
| 1985 | Nature of Things                                            | Narada Michael Walden                     | Komponist, Keyboards                                       |
| 1985 | Hero                                                        | Clarence Clemons & the Red Bank Rockers   | Keyboards                                                  |
| 1985 | Fired Up                                                    | Larry Graham                              | Keyboards                                                  |
| 1985 | Who’s Zoomin’ Who?                                          | Aretha Franklin                           | Keyboards                                                  |
| 1985 | Champion                                                    | Jeff Berlin & Vox Humana                  | Keyboards, Programmierung                                  |
| 1986 | Aretha                                                      | Aretha Franklin                           | Keyboards                                                  |
| 1986 | Dancing on the Ceiling                                      | Lionel Richie                             | Komponist                                                  |
| 1986 | Duotones                                                    | Kenny G                                   | Komponist, Keyboards                                       |
| 1986 | Passion from a Woman                                        | Krystol                                   | Keyboards, Sequenzierung                                   |
| 1986 | While the City Sleeps…                                      | George Benson                             | Keyboards, Synthesizers                                    |
| 1987 | Whitney                                                     | Whitney Houston                           | Keyboards                                                  |
| 1987 | Happy Anniversary, Charlie Brown!                           | Various Artists                           | Keyboards                                                  |
| 1987 | No Protection                                               | Starship                                  | Keyboards                                                  |
| 1988 | Silhouette                                                  | Kenny G                                   | Komponist, Keyboards                                       |
| 1989 | Stay with Me                                                | Regina Belle                              | Produzentensassisenz, Keyboards, Programmierung            |
| 1989 | Kenny G Live                                                | Kenny G                                   | Keyboards                                                  |
| 1989 | Be Yourself                                                 | Patti LaBelle                             | Keyboards                                                  |
| 1989 | Good to Be Back                                             | Natalie Cole                              | Keyboards, Programmierung                                  |
| 1989 | Through the Storm                                           | Aretha Franklin                           | Keyboards, Programmierung                                  |
| 1989 | D’Atra Hicks                                                | D’atra Hicks                              | Produzent, Arrangeur, Keyboards, Programmierung            |
| 1989 | So Happy                                                    | Eddie Murphy                              | Produzent, Keyboards                                       |
| 1989 | Night with Mr. C                                            | Clarence Clemons                          | Produzent, Keyboards, Programmierung                       |
| 1990 | I’m Your Baby Tonight                                       | Whitney Houston                           | Keyboards                                                  |
| 1990 | Mariah Carey                                                | Mariah Carey                              | Keyboards, Programmierung                                  |
| 1991 | Burnin’                                                     | Patti LaBelle                             | Keyboards, Programmierung                                  |
| 1991 | Disney’s Beauty and the Beast Original Soundtrack           | Alan Menken & Howard Ashman               | Produzent, Arrangeur                                       |
| 1991 | Can You Stop the Rain                                       | Peabo Bryson                              | Produzent, Arrangeur, Keyboards, Programmierung            |
| 1991 | Time, Love & Tenderness                                     | Michael Bolton                            | Produzent, Komponist, Arrangeur, Keyboards, Programmierung |
| 1991 | Emotions                                                    | Mariah Carey                              | Produzent, Komponist, Arrangeur, Keyboards, Programmierung |
| 1992 | Back Again!!!                                               | Milira                                    | Keyboards                                                  |
| 1992 | The Bodyguard: Original Soundtrack Album                    | Original Soundtrack                       | Produzent                                                  |
| 1992 | Aladdin: Original Soundtrack Album                          | Alan Menken                               | Produzent, Arrangeur                                       |
| 1992 | MTV Unplugged                                               | Mariah Carey                              | Produzent, Komponist, Arrangeur, Keyboards                 |
| 1992 | Timeless: The Classics                                      | Michael Bolton                            | Produzent, Arrangeur, Keyboards, Programmierung            |
| 1992 | Breathless                                                  | Kenny G                                   | Produzent, Komponist, Arrangeur, Keyboards, Programmierung |
| 1992 | Celine Dion                                                 | Céline Dion                               | Produzent, Arrangeur, Keyboards, Programmierung            |
| 1992 | Trey Lorenz                                                 | Trey Lorenz                               | Produzent, Komponist, Arrangeur, Keyboards, Programmierung |
| 1993 | For Our Children: The Concert                               | Disney                                    | Arrangeur                                                  |
| 1993 | Soul Alone                                                  | Daryl Hall                                | Komponist                                                  |
| 1993 | The Colour of My Love                                       | Céline Dion                               | Produzent                                                  |
| 1993 | Dreamlover (Single)                                         | Mariah Carey                              | Produzent, Arrangeur                                       |
| 1993 | Passion                                                     | Regina Belle                              | Produzent, Arrangeur, Keyboards, Programmierung            |
| 1993 | One Thing                                                   | Michael Bolton                            | Produzent, Arrangeur, Keyboards, Programmierung            |
| 1993 | Music Box                                                   | Mariah Carey                              | Produzent, Arrangeur, Keyboards, Programmierung            |
| 1994 | Miracle on 34th Street: Original Soundtrack Album           | Bruce Broughton                           | Arrangeur, Multiple Instrumente                            |
| 1994 | Music Behind the Magic                                      | Disney                                    | Produzent, Arrangeur                                       |
| 1994 | Without You (Single)                                        | Mariah Carey                              | Produzent, Arrangeur                                       |
| 1994 | Never Forget You (Single)                                   | Mariah Carey                              | Produzent, Arrangeur                                       |
| 1994 | Anytime You Need a Friend                                   | Mariah Carey                              | Produzent, Arrangeur                                       |
| 1994 | Endless Love (Coverversion)                                 | Luther Vandross, Mariah Carey             | Produzent, Arrangeur                                       |
| 1994 | Miracles: The Holiday Album                                 | Kenny G                                   | Produzent, Arrangeur, Keyboards, Programmierung            |
| 1994 | Through the Fire                                            | Peabo Bryson                              | Produzent, Arrangeur, Keyboards, Programmierung            |
| 1994 | Only You: Music from the Motion Picture                     | Original Soundtrack                       | Produzent, Arrangeur, Keyboards, Programmierung            |
| 1994 | Face the Music                                              | New Kids on the Block                     | Produzent, Arrangeur, Keyboards, Programmierung            |
| 1994 | Songs                                                       | Luther Vandross                           | Produzent, Arrangeur, Keyboards, Programmierung            |
| 1994 | Merry Christmas                                             | Mariah Carey                              | Produzent, Komponist, Arrangeur, Keyboards, Programmierung |
| 1995 | Diamante                                                    | Zucchero                                  | Piano, Keyboards                                           |
| 1995 | Daydream                                                    | Mariah Carey                              | Produzent, Arrangeur, Keyboards, Programmierung            |
| 1995 | A Very Fine Love                                            | Dusty Springfield                         | Produzent, Arrangeur, Programmierung                       |
| 1995 | One Sweet Day                                               | Mariah Carey & Boyz II Men                | Produzent, Komponist, Arrangeur                            |
| 1996 | Nada Es Igual                                               | Luis Miguel                               | Arrangeur                                                  |
| 1996 | Fantasy: Mariah Carey at Madison Square Garden (Video)      | Mariah Carey                              | Komponist, Produzent, Musikdirektion                       |
| 1996 | Soulful Strut                                               | Grover Washington, Jr.                    | Exekutivproduzent, Arrangeur                               |
| 1996 | Someday                                                     | All-4-One                                 | Produzent, Arrangeur                                       |
| 1996 | Disney’s Hunchback of Notre Dame: Original Soundtrack Album | Original Soundtrack                       | Produzent, Arrangeur                                       |
| 1996 | This Is the Time                                            | Michael Bolton                            | Produzent, Komponist, Arrangeur, Keyboards, Programmierung |
| 1996 | Miracle                                                     | Puff Johnson                              | Produzent, Arrangeur, Keyboards, Programmierung            |
| 1996 | The Moment                                                  | Kenny G                                   | Produzent, Komponist, Arrangeur, Keyboards, Programmierung |
| 1997 | Merry Christmas from Vienna                                 | Plácido Domingo/Ying Huang/Michael Bolton | Arrangeur                                                  |
| 1997 | Unimaginable Life                                           | Kenny Loggins                             | Keyboards                                                  |
| 1997 | In Deep                                                     | Tina Arena                                | Produzent                                                  |
| 1997 | Havana (Song)                                               | Kenny G                                   | Produzent, Komponist                                       |
| 1997 | Diana, Princess of Wales: Tribute                           | Various Artists                           | Produzent, Arrangeur                                       |
| 1997 | Smile Like Yours                                            | Original Soundtrack                       | Produzent, Arrangeur                                       |
| 1997 | Go the Distance (Song)                                      | Michael Bolton                            | Produzent, Arrangeur                                       |
| 1997 | Disney’s Hercules Original Score                            | Alan Menken                               | Produzent, Arrangeur                                       |
| 1997 | All That Matters                                            | Michael Bolton                            | Produzent, Arrangeur, Keyboards, Programmierung            |
| 1997 | Butterfly                                                   | Mariah Carey                              | Produzent, Arrangeur, Keyboards, Programmierung            |
| 1997 | Let’s Talk About Love                                       | Céline Dion                               | Produzent, Arrangeur, Keyboards, Programmierung            |
| 1997 | Higher Ground                                               | Barbra Streisand                          | Produzent, Arrangeur, Keyboards, Programmierung            |
| 1997 | Open Road                                                   | Gary Barlow                               | Produzent, Keyboards, Programmierung                       |
| 1997 | Allure                                                      | Allure                                    | Produzent, Keyboards, Programmierung                       |
| 1998 | Crossroads                                                  | Jeff Berlin                               | Keyboards                                                  |
| 1998 | From the Soul of Man                                        | Kenny Lattimore                           | Produzent, Arrangeur, Keyboards, Programmierung            |
| 1998 | My All (Single)                                             | Mariah Carey                              | Keyboards, Programmierung                                  |
| 1998 | These Are Special Times (Single)                            | Céline Dion                               | Keyboards, Programmierung                                  |
| 1998 | My Heart Will Go On (Single)                                | Céline Dion                               | Produzent, Arrangeur                                       |
| 1998 | Hits                                                        | New Kids on the Block                     | Produzent, Arrangeur, Keyboards, Programmierung            |
| 1998 | Todo el Amor                                                | Myriam Hernández                          | Produzent, Arrangeur, Keyboards, Programmierung            |
| 1998 | Christmas with Babyface                                     | Babyface                                  | Produzent, Arrangeur, Keyboards, Programmierung            |
| 1998 | Body of Work                                                | Paul Anka                                 | Produzent, Komponist, Arrangeur                            |
| 1998 | Forever with You                                            | Phyllis Hyman                             | Komponist                                                  |
| 1999 | 24-7                                                        | Kevon Edmonds                             | Komponist                                                  |
| 1999 | Pavarotti & Friends For The Children Of Guatemala And       | Luciano Pavarotti/Boyzone/Mariah Carey/J  | Keyboards, Programmierung                                  |
| 1999 | Can’t Stop Dreaming                                         | Daryl Hall                                | Produzent                                                  |
| 1999 | I Knew I Loved You                                          | Savage Garden                             | Produzent, Arrangeur                                       |
| 1999 | Faith: A Holiday Album                                      | Kenny G                                   | Produzent, Arrangeur                                       |
| 1999 | Stay the Same                                               | Joey McIntyre                             | Produzent, Arrangeur                                       |
| 1999 | Classics in the Key of G                                    | Kenny G                                   | Produzent, Arrangeur, Keyboards, Programmierung            |
| 1999 | Affirmation                                                 | Savage Garden                             | Produzent, Arrangeur, Keyboards, Programmierung            |
| 1999 | Marc Anthony                                                | Marc Anthony                              | Produzent, Arrangeur, Keyboards, Programmierung            |
| 1999 | CoCo’s Party                                                | CoCo Lee                                  | Produzent, Arrangeur, Keyboards, Programmierung            |
| 1999 | All the Way... A Decade of Song                             | Céline Dion                               | Produzent, Arrangeur, Keyboards, Programmierung            |
| 1999 | Extras                                                      | Boyz II Men                               | Produzent, Arrangeur, Keyboards, Programmierung            |
| 1999 | Love Like Ours                                              | Barbra Streisand                          | Produzent, Arrangeur, Keyboards, Programmierung            |
| 1999 | Ricky Martin                                                | Ricky Martin                              | Produzent, Programmierung                                  |
| 1999 | Animal Song                                                 | Savage Garden                             | Produzent, Keyboards, Programmierung                       |
| 2000 | Seul                                                        | Garou                                     | Arrangeur, Keyboards, Programmierung                       |
| 2000 | It’s About Me                                               | Phyllis Hyman                             | Komponist                                                  |
| 2000 | Pavarotti and Friends for Cambodia and Tibet                | Luciano Pavarotti & Friends               | Keyboards, Programmierung                                  |
| 2000 | She Bangs                                                   | Ricky Martin                              | Produzent                                                  |
| 2000 | What’s in Your World                                        | Daryl Hall                                | Produzent                                                  |
| 2000 | Crash & Burn                                                | Savage Garden                             | Produzent, Arrangeur                                       |
| 2000 | Hurricane: Original Soundtrack Album                        | Original Soundtrack                       | Produzent, Arrangeur                                       |
| 2000 | Sound Loaded                                                | Ricky Martin                              | Produzent, Arrangeur, Keyboards, Programmierung            |
| 2000 | Lara Fabian                                                 | Lara Fabian                               | Produzent, Arrangeur, Keyboards, Programmierung            |
| 2000 | Souvenirs                                                   | Tina Arena                                | Produzent, Koordinator                                     |
| 2000 | Valentines                                                  | Mariah Carey                              | Produzent, Komponist, Arrangeur, Keyboards, Programmierung |
| 2001 | Meet Joe Mac                                                | Joey McIntyre                             | Bass, Hammond-Orgel                                        |
| 2001 | Historia                                                    | Ricky Martin                              | Produzent                                                  |
| 2001 | Nobody Wants to Be Lonely                                   | Ricky Martin & Christina Aguilera         | Produzent, Arrangeur                                       |
| 2001 | All I Want for Christmas Is You                             | Mariah Carey                              | Produzent, Arrangeur                                       |
| 2001 | Renaissance                                                 | Lionel Richie                             | Produzent, Arrangeur, Keyboards, Programmierung            |
| 2001 | Josh Groban                                                 | Josh Groban                               | Produzent, Arrangeur, Keyboards, Programmierung            |
| 2001 | Irresistible                                                | Jessica Simpson                           | Produzent, Arrangeur, Keyboards, Programmierung            |
| 2001 | Survivor                                                    | Destiny’s Child                           | Produzent, Arrangeur, Keyboards, Programmierung            |
| 2002 | Joy to the World                                            | Michael Bolton                            | Arrangeur                                                  |
| 2002 | Spirit of Christmas                                         | Babyface                                  | Arrangeur, Keyboards, Programmierung                       |
| 2002 | Disney’s Superstar Hits                                     | Disney                                    | Produzent, Arrangeur                                       |
| 2002 | Wishes: A Holiday Album                                     | Kenny G                                   | Produzent, Arrangeur, Keyboards, Programmierung            |
| 2002 | Only a Woman Like You                                       | Michael Bolton                            | Produzent, Arrangeur, Keyboards, Programmierung            |
| 2002 | Paradise                                                    | Kenny G                                   | Produzent, Arrangeur, Keyboards, Programmierung            |
| 2002 | A New Day Has Come                                          | Céline Dion                               | Produzent, Arrangeur, Keyboards, Programmierung            |
| 2002 | Shaman                                                      | Santana                                   | Produzent, Komponist                                       |
| 2002 | Spin                                                        | Darren Hayes                              | Produzent, Komponist, Arrangeur, Keyboards, Programmierung |
| 2003 | Song of Love                                                | José Cura/Ewa Malas-Godlewska             | Komponist                                                  |
| 2003 | Ultimate Kenny G                                            | Kenny G                                   | Produzent, Arrangeur, Keyboards, Programmierung            |
| 2003 | SoulO                                                       | Nick Lachey                               | Produzent, Komponist, Arrangeur, Keyboards, Programmierung |
| 2003 | Closer                                                      | Josh Groban                               | Produzent, Arrangeur, Keyboards, Programmierung            |
| 2004 | Como Me Acuerdo                                             | Robi Draco Rosa                           | Keyboards                                                  |
| 2004 | This Is My Time                                             | Raven-Symoné                              | Produzent                                                  |
| 2004 | Walt Disney Records Presents Superstar Hits                 | Disney                                    | Produzent, Arrangeur                                       |
| 2004 | Merry Christmas with Love                                   | Clay Aiken                                | Produzent, Arrangeur, Keyboards, Programmierung            |
| 2004 | At Last...The Duets Album                                   | Kenny G                                   | Produzent, Arrangeur, Keyboards, Programmierung            |
| 2004 | Mad Love                                                    | Robi Draco Rosa                           | Produzent, Keyboards, Programmierung                       |
| 2004 | 8:09                                                        | Joey McIntyre                             | Streicher, Keyboards                                       |
| 2005 | Al Natural                                                  | Draco                                     | Komponist                                                  |
| 2005 | One Voice                                                   | Gladys Knight & the Saints Unified Voice  | Komponist                                                  |
| 2005 | Illumination                                                | Earth, Wind and Fire                      | Produzent, Arrangeur                                       |
| 2005 | Hurricane Relief: Come Together Now                         | Various Artists                           | Produzent, Komponist, Arrangeur, Keyboards, Programmierung |
| 2005 | Hurricane                                                   | Eric Benét                                | Produzent, Komponist, Arrangeur, Keyboards, Programmierung |
| 2005 | Heart of America                                            | Michael McDonald/Wynonna Judd/Eric Benét  | Produzent, Komponist, Keyboards, Programmierung            |
| 2006 | Gold                                                        | Gladys Knight                             | Komponist, Assoziativproduzent, Assoziativarrangeur        |
| 2006 | Awake                                                       | Josh Groban                               | Klavier                                                    |
| 2006 | Love Songs                                                  | Regina Belle                              | Produzent, Arrangeur                                       |
| 2006 | I’m in the Mood for Love: The Most Romantic Melodies        | Kenny G                                   | Produzent, Arrangeur, Keyboards, Programmierung            |
| 2006 | Aura                                                        | Yvonne Catterfeld                         | Produzent, Komponist, Arrangeur, Keyboards, Programmierung |
| 2006 | Bianca Ryan                                                 | Bianca Ryan                               | Produzent, Komponist, Arrangeur, Keyboards, Programmierung |
| 2007 | Spirit                                                      | Leona Lewis                               | Produzent, Komponist, Arrangeur, Keyboards, Programmierung |
| 2007 | Katharine McPhee                                            | Katharine McPhee                          | Produzent, Komponist, Arrangeur, Keyboards, Programmierung |
| 2007 | Gold                                                        | Brian McKnight                            | Produzent, Komponist, Arrangeur, Keyboards, Programmierung |
| 2007 | Jordin Sparks                                               | Jordin Sparks                             | Komponist, Bass                                            |
| 2008 | Lovely Way to Spend Christmas                               | Kristin Chenoweth                         | Komponist                                                  |
| 2008 | Love Ballads                                                | Kenny G                                   | Komponist, Instrumentation                                 |
| 2008 | Charlie Brown TV Themes                                     | David Benoit                              | Keyboards                                                  |
| 2008 | Three Graces                                                | Three Graces                              | Produzent, Keyboards, Programmierung                       |
| 2008 | Identified                                                  | Vanessa Hudgens                           | Klavier, Komponist                                         |
| 2008 | Rhythm and Romance                                          | Kenny G                                   | Produzent, Komponist, Arrangeur, Keyboards, Programmierung |
| 2008 | Rhydian                                                     | Rhydian                                   | Produzent, Komponist, Arrangeur, Keyboards, Programmierung |
| 2008 | Night to Remember                                           | Johnny Mathis                             | Produzent, Komponist, Arrangeur, Keyboards, Programmierung |
| 2009 | Nos Stars Célèbrent le Jazz à Montréal                      | Various Artists                           | Arrangeur                                                  |
| 2009 | O Fortuna                                                   | Rhydian                                   | Komponist                                                  |
| 2009 | Boy Who Knew Too Much                                       | Mika                                      | Komponist, Keyboards, Programmierung                       |
| 2009 | Uno No Es Uno                                               | Noel Schajris                             | Produzent, Komponist, Arrangeur, Keyboards, Programmierung |
| 2010 | Heart and Soul                                              | Kenny G                                   | Produzent, Komponist, Arrangeur, Keyboards, Programmierung |
| 2010 | It’s My Time                                                | Lin Yu Chun                               | Produzent, Komponist                                       |
| 2011 | Roses                                                       | Darren Hayes                              | Produzent, Texter                                          |
| 2012 | Impressions                                                 | Chris Botti                               | Produzent, Texter, Arrangeur                               |
| 2012 | So Much Stronger                                            | Johnathan Miller                          | Produzent, Arrangeur, Keyboards, Programmierung            |
| 2013 | All That Echoes                                             | Josh Groban                               | Arrangeur, Instrumentation                                 |
| 2013 | Loved Me Back to Life                                       | Céline Dion                               | Komponist, Keyboards                                       |
| 2013 | Habítame Siempre                                            | Thalía                                    | Produzent, Arrangeur, Instrumentation                      |
| 2013 | Wild Butterfly                                              | Julia Nachalova                           |                                                            |
| 2013 | Home For Christmas: The Chris Mann Christmas Special        | Chris Mann                                | Produzent                                                  |
| 2014 | Brazilian Nights                                            | Kenny G                                   | Produzent, Komponist, Arrangeur, Keyboards, Programmierung |
| 2014 | Getaway                                                     | Richard Marx                              | Produzent, Komponist                                       |
| 2014 | Holiday Wishes                                              | Idina Menzel                              | Produzent, Keyboard, Komponist                             |
| 2014 | Partners                                                    | Barbra Streisand                          | Produzent, Arrangeur, Instrumentation                      |
| 2016 | Encore: Movie Partners Sing Broadway                        | Barbra Streisand                          | Produzent, Arrangeur, Instrumentation                      |
| 2016 | Sing my Heart Out                                           | Sam Bailey                                | Komponist                                                  |

## Preise und Ehrungen
- 1999 Grammy Award for Record of the Year Kategorie für die Produktion My Heart Will Go On von Celine Dion
- 2000 Grammy Award for Producer of the Year, Non-Classical